# Adolf Delcomyn
Ernst Adolf Joseph Delcomyn (2. januar 1828 i Odense – 9. marts 1913 i London) var en dansk købmand og generalkonsul for det danske konsulat i London. Adolf Delcomyn var broder til bøssemager Carl Heinrich Delcomyn.
Adolf Delcomyn fik kun en begrænset skolegang og rejste i 1849 til Hamborg for at søge videre uddannelse og fik her plads hos Henrik Pontoppidan og efter nogen tids forløb hos dennes kompagnon Regnar Westenholz i London. I denne periode stod den engelske kornhandel i et stort opsving, fordi en korntold blev afskaffet i 1849. I 1854 startede Delcomyn. sammen med sin fire år ældre bror Frederik firmaet Fr. & A. Delcomyn. firmaet blev hurtigt en meget anselig forretning i både danske og svenske landbrugsprodukter. Adolf Delcomyn var lederen i firmaet og formået at tilpasse virksomheden skiftende tider og forhandlede flere forskellige landbrugsprodukter fra kreaturer til smør.
Adolf Delcomyn nød stor respekt og hengivenhed, og forstod at gøre sig bemærket, hvilket bevirkede, at han 1883 ved generalkonsul Anders Westenholz' fratræden blev udnævnt til dansk generalkonsul. Dette embede bestred han indtil 1903. Dette kom i stand blandt andet på grund af indtrængende henstilling fra danske provinskøbmænd støttet af københavnske kolleger samt medlemmer af den danske koloni i London.
Han var således hjælpsom over for de mange mennesker, som søgte hans bistand og råd, hans instruktive årsberetninger til udenrigsministeriet og viste stor interesse for Den skandinaviske understøttelsesforening og Den Danske kirke i London. Også dronning Alexandra havde i Adolf Delcomyn en fortrinlig rådgiver og hjælper ved sit store velgørenhedsarbejde for danskere i England. Adolf var dansker og havde en stor kærlighed til sit fædreland Danmark, og særligt hans fødeby Odense blev betænkt med gaver fra hans hånd. Særligt Odense Museum fik donationer.